# Létrási-vizesbarlang
A Létrási-vizesbarlang Magyarország fokozottan védett barlangjai közül az egyik. A Bükki Nemzeti Parkban, Miskolcon található. A Bükk-vidék negyedik leghosszabb barlangja az István-lápai-barlang, a Bolhási–Jávorkúti-barlangrendszer és a Hajnóczy-barlang után.

## Leírás
A Bükk-vidéken, pontosabban a Bükk-fennsík K-i részén, a Létrás-tetőn elhelyezkedő barlangnak két bejárata van. Az egyik bejárat 558, a másik bejárat 575 méter tengerszint feletti magasságban nyílik. A Létrás-tető egyik időszakos vízfolyását nyeli el. A hossza 3757 méter, a függőleges kiterjedése 74,4 méter és a mélysége 59,2 méter. A termek közül jelentős a Twist-terem. 68 méteres mélységben egy 30 m3-nyi tó van, amelyet egy időszakos vízfolyás táplál. A tóban lévő víz továbbjutását egy szifon akadályozza.
A járatok csapásiránya általában észak, északkelet és dél, délnyugati irányú, a falak triász kori mészkőből állnak. A járatok kialakulása a pleisztocén és a holocén korokban történt. A barlangban sok a cseppkő. Az átlagos hőmérséklete 8–10 °C körüli. Turisták számára nyitott a barlang egy része, amelynek megtekintéséhez a Bükki Nemzeti Park Igazgatóság barlangtúrákat szervez. A barlang idegenforgalom számára nem megnyitott szakaszainak látogatása a Bükki Nemzeti Park Igazgatóság engedélyével történhet.
Irodalmában a barlang előfordul Létrás Cave (Kordos 1977), Létrási Vizes (Kordos 1984), Létrási Vizes-barlang (Kordos 1984), Létrási-Vizes-barlang (Kordos 1978), Létrási-Vizesbarlang (Lénárt 1979), Létrási vizesbarlang (Szenthe, Czakó 1976), Létrási-vizes Cave (Takácsné, Eszterhás, Juhász, Kraus 1989), Létrási-víznyelőbarlang (Dely 1970), Létrásmezői 1. víznyelőbarlang, Létrás-tetői-víznyelőbarlang (Kordos 1984), Létrás-tető Sinkhole-cave (Kordos 1977), Vizes (Lénárt 2003) és Vizes-barlang (Lénárt 2003) neveken is.

## Kutatástörténet
A barlang első feltárói amatőr barlangászok voltak. Az 1950-es évek előtt Gera László és társai bejárták a barlang 150 méter hosszú részét. A végponti tóig először 1963-ban sikerült lejutni. Sorra fedezték fel a barlang ágait. Az 1970-ben megjelent Bükk útikalauz szerint körülbelül két kilométer hosszú és 85 méter mély. 1975-ben a Marcel Loubens Barlangkutató Szakcsoport elkészítette vízszintes vetületet ábrázoló barlangtérképét, amelyet ebben az évben Lénárt László geológiai adatokkal egészített ki. A barlangtérkép az MHT Zsombolykutató Szakosztályának 1963. és 1964. évi felmérését felhasználva, valamint kiegészítve lett rajzolva. A barlangtérkép alapján készült egy árnyéktérkép.
1976-ban meg lett szerkesztve a barlang alaprajz térképe az 1963–1975 közötti felmérések alapján. 1976-ban vált országos jelentőségű barlanggá az 5300-as (Bükk) barlangkataszteri területen lévő, miskolci Létrási-viznyelő-barlang. Az 1977. évi Karszt és Barlang angol nyelvű különszámában megjelent, The longest and deepest caves of Hungary (December 31, 1975) című közleményből megtudható, hogy a Bükk hegységben fekvő, 2000 m hosszú, 85 m mély Létrás Cave (Létrás-tető Sinkhole-cave) nevű víznyelőbarlang, 1975. december 31-én Magyarország 7. leghosszabb és 22. legmélyebb barlangja. A 8. leghosszabb barlang (Solymári-ördöglyuk) szintén 2000 m hosszú. Az 1977. december 31-i állapot szerint (MKBT Meghívó 1978. május) a Bükk hegységben lévő, 85 m mély és kb. 2220 m hosszú Létrási-Vizes-barlang az ország 26. legmélyebb és 6. leghosszabb barlangja.
Az 1976-ban összeállított, országos jelentőségű barlangok listájában lévő barlangnevek pontosítása után, 1977. május 30-án összeállított, országos jelentőségű barlangok listáján rajta van a Bükk hegységben, Miskolcon található barlang Létrási-vizesbarlang néven. Az 1977. évi Karszt és Barlangban megjelent összeállítás alapján, 1977. december 31-én Magyarország 7. leghosszabb barlangja a Bükk hegységben elhelyezkedő, 1977. december 31-én kb. 2220 m hosszú, 1976-ban és 1975-ben pedig kb. 2000 m hosszú Létrási-vizesbarlang. Az összeállítás szerint, 1977. december 31-én Magyarország 28. legmélyebb barlangja a Bükk hegységben elhelyezkedő, 1977. december 31-én, 1976-ban és 1975-ben 85 m mély Létrási-vizesbarlang. Ez az összeállítás naprakészebb az 1978. májusi MKBT Meghívóban publikált listánál.
Az 1978. márciusi MKBT Meghívóban a szakcsoport közölte a tulajdonában lévő térkép alapján a barlang méretét. A közlemény szerint 1975-ben 2220 m hosszú és 85 m mély volt. Az 1979-ben kiadott, Barlangok a Bükkben című könyvben szó van arról, hogy egy kis háztól 50 m-re, a patak felett van a Létrási-Vizesbarlang mesterséges bejárata. A természetes víznyelő bejárat a gerinc mögött DNy-i irányba, 60 m-re fekszik. A Bükk hegység egyik tudományosan legjobban kutatott barlangja kb. 2200 m hosszú és 85 m mély. A barlang áthalad az országút alatt, és a végpontja a Szárdóka porfiritgerince alatt helyezkedik el.
Jelenleg a két, jól elválasztható járatszintjét omladékos vagy meredek falú termek (kürtők) kapcsolják össze. A barlang legnagyobb része könnyen bejárható vezetővel és barlangkutató felszereléssel. Érdemes megnézni vízmosta-vízoldotta formái és még meglévő szép cseppkövei miatt. Genetikailag eróziós, korróziós, üregelődéses, tektonikus jellegű szakaszok különböztethetők meg. Az állandó vízfolyások hozzák létre néhány helyen az 1. ábrán megrajzolt eróziós üreget, amelyben a vízmozgás hatására gömbölyűre kopott törmelékanyag van.
A kiadványban publikálva lett az 1975-ben készült vízszintes vetületet ábrázoló térkép és a barlang 6 fényképe. Az első fényképen a barlang bejárata látható télen. A másodikon a bejárati részen lévő jégcseppkövek figyelhetők meg. A harmadikon a Zebra-folyosóban lévő vízoldotta lemezes mészkő tekinthető meg. A negyediken a Vértes-ágban található cseppkőcsoport látható. Az ötödiken a barlang legnagyobb cseppköve és kísérői vannak megörökítve. A hatodikon görbe cseppkövek figyelhetők meg. A könyvhöz mellékelt, a Bükk hegység barlangokban leggazdagabb területét bemutató térképen látható a 44-es számmal jelölt barlang földrajzi elhelyezkedése.
Az 1980. évi Karszt és Barlang 1. félévi számában publikálva lett, hogy a kiemelt jelentőségű Létrási-vizesbarlang az 5300-as barlangkataszteri területen (Bükk hegység) helyezkedik el. A barlangnak 5372/2. a barlangkataszteri száma. Az MKBT Dokumentációs Bizottsága a helyszínen el fogja helyezni, a többi kiemelt jelentőségű barlanghoz hasonlóan, a barlang fémlapba ütött barlangkataszteri számát. A barlangkataszteri szám beütéséhez alapul szolgáló fémlap ugyanolyan lesz mint a többi kiemelt jelentőségű barlang fémlapja. 1981. december 31-én Magyarország hetedik leghosszabb barlangja volt körülbelül 2300 méter hosszával. 1982-ben a Marcel Loubens Barlangkutató Egyesületnek volt kutatási engedélye a barlang kutatásához. 1982. július 1-től az Országos Környezet- és Természetvédelmi Hivatal elnökének 1/1982. (III. 15.) OKTH számú rendelkezése (1. §. és 3. §., illetve 5. sz. melléklet) értelmében a Bükk hegységben lévő Létrási-vizesbarlang fokozottan védett barlang. Az 1982. szeptember–októberi MKBT Műsorfüzetben meg van említve, hogy a Bükk hegységben található Létrási-vizesbarlang fokozottan védett barlang. A felsorolásban a barlangnevek az MKBT által jóváhagyott és használt helyesírás szerint, javított formában lettek közölve.
Az 1984-ben megjelent, Magyarország barlangjai című könyvben részletesen le van írva. A kiadvány országos barlanglistájában szerepel a Bükk hegységben lévő barlang Létrási Vizes-barlang néven Létrás-tetői-víznyelőbarlang és Létrási Vizes névváltozatokkal. A listához kapcsolódóan látható az Aggteleki-karszt és a Bükk hegység barlangjainak földrajzi elhelyezkedését bemutató 1:500 000-es méretarányú térképen a barlang földrajzi elhelyezkedése. Az 1986. évi Karszt és Barlangban megjelent bibliográfia regionális bibliográfia részében szerepel a barlang Létrási-vizesbarlang néven. Az összeállítás szerint a Karszt és Barlangban publikált írások közül 2 foglalkozik a barlanggal.
Az 1987. december 31-i állapot alapján Magyarország 8. leghosszabb barlangja az 5372/2 barlangkataszteri számú és 2900 m hosszú Létrási-vizesbarlang. Az összeállítás szerint az 1977. évi Karszt és Barlangban közölt hosszúsági listában a barlang 2200 m hosszú. Az 1987. december 31-i állapot alapján Magyarország 31. legnagyobb függőleges kiterjedésű barlangja az 5372/2 barlangkataszteri számú és 90 m függőleges kiterjedésű Létrási-vizesbarlang. A 32. legnagyobb függőleges kiterjedésű barlang (Vár-tetői-barlang) szintén 90 m függőleges kiterjedésű. Az összeállítás szerint az 1977. évi Karszt és Barlangban közölt mélységi listában a Létrási-vizesbarlang 85 m mély.
1989-ben a Dög-szifon közlekedő pallói fel lettek újítva és folytatódtak a radonmérések, a denevérszámlálások, az üledékvizsgálatok, a csepegésmérések és a hőmérsékletmérések. Az 1989. évi Karszt és Barlangban publikált, Topál György által írt tanulmányban meg van említve, hogy az MKBT 1985-ben kijelölt 20 barlangot és a társulat ajánlotta a munkában önkéntesen résztvevőknek, hogy legyen ezekben évente elvileg egy-egy téli és nyári denevérszámlálás. A kijelölt barlangok közül 1988-ig pl. a Létrási-vizes-barlangban történt denevér-megfigyelés. A kutatásra kijelölt és ajánlott Létrási-vizesbarlangból régi, összehasonlító adat nem volt. A barlang jelentőségére Kováts Nóra és Lénárt László vizsgálatai hívták fel a figyelmet. A folyóirat 1989. évi különszámában napvilágot látott ennek a tanulmánynak az angol nyelvű változata. Ebben a tanulmányban Létrási-vizes Cave a barlang neve.
Az 1989. évi Karszt és Barlangban lévő, Magyarország barlangjai című összeállításban szó van arról, hogy a Nagy-fennsík É-i részén végighúzódó, középső triász (anisusi) mészkősáv K-i részében valószínűleg előforduló, nagy összefüggő barlangrendszernek napjainkban még csak különálló tagjai ismertek. Ennek a barlangrendszernek a Ny-i tagja a Létrási-vizesbarlang. Mészkő és agyagpala határán van az ÉÉK felé haladó, emeletes, labirintusjellegű víznyelőbarlang bejárata. A jelenleg majdnem 3 km hosszú barlangot az 1950-es években kezdték el kutatni. 90 m mélyen fekvő mélypontját kis tó tölti ki, ahonnan a víz a nyomjelzések alapján a Garadna-völgy K-i részének, valamint a Szinva-völgy É-i részének forrásai felé távozik. A feltételezett, összefüggő barlangrendszer következő, Létrási-vizesbarlang utáni tagja a Létrás-tetői-barlang. A publikációban lévő 3. ábrán (Bükk hegység térkép) be van mutatva a Létrási-vizesbarlang földrajzi elhelyezkedése.
A folyóirat 1989. évi különszámában napvilágot látott ennek az utóbbi tanulmánynak az angol nyelvű változata (The caves of Hungary). Ebben a tanulmányban Létrási-vizes Cave a barlang neve. Az angol nyelvű tanulmányhoz mellékelve megjelent egy olyan lista, amelyben Magyarország leghosszabb, és egy olyan lista, amelyben Magyarország legmélyebb barlangjai vannak felsorolva. A két felsorolás szerint a Bükk hegységben fekvő, 2900 m hosszú és 90 m mély Létrási-vizesbarlang (Létrási-vizes Cave) 1988-ban Magyarország 8. leghosszabb és 31. legmélyebb barlangja. (1977-ben a barlang 2200 m hosszú és 85 m mély volt.)

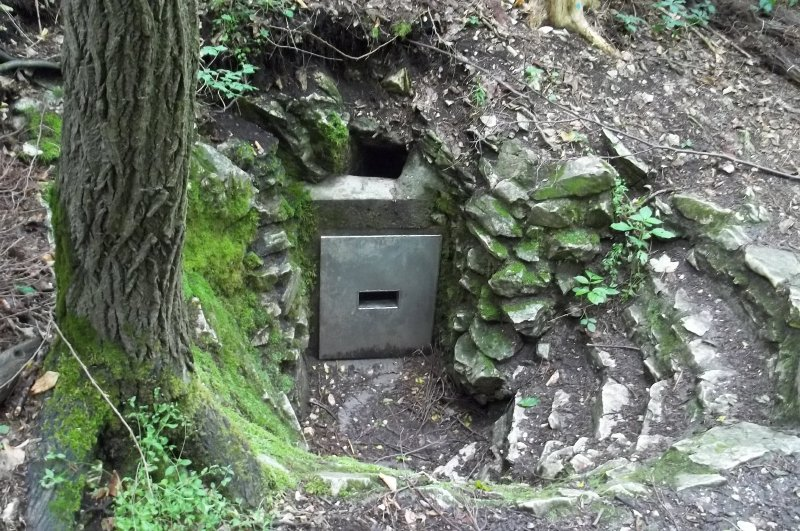
A barlang egyik bejárata

1998. május 14-től a környezetvédelmi és területfejlesztési miniszter 13/1998. (V. 6.) KTM rendelete szerint a Bükki Nemzeti Park Igazgatóság illetékességi területén, a Bükk hegységben található Létrási-vizesbarlang az igazgatóság engedélyével látogatható. 2001. május 17-től a környezetvédelmi miniszter 13/2001. (V. 9.) KöM rendeletének értelmében a Bükk hegység területén lévő Létrási-vizesbarlang fokozottan védett barlang. Egyidejűleg a fokozottan védett barlangok körének megállapításáról szóló 1/1982. (III. 15.) OKTH rendelkezés hatályát veszti.
A 2003-ban kiadott, Magyarország fokozottan védett barlangjai című könyvben található barlangismertetésben az olvasható, hogy kb. 3 km hosszú, 68 m függőleges kiterjedésű, 58 m mély, 10 m magas és 430 m vízszintes kiterjedésű. A könyvben lévő, Egri Csaba és Nyerges Attila által készített hosszúsági lista szerint a Bükk hegységben lévő és 5372-2 barlangkataszteri számú Létrási-vizesbarlang Magyarország 14. leghosszabb barlangja 2002-ben. A 2002-ben 3000 m hosszú barlang 1977-ben 2200 m és 1987-ben 2900 m hosszú volt. A könyvben található, Egri Csaba és Nyerges Attila által készített mélységi lista szerint a Bükk hegységben lévő és 5372-2 barlangkataszteri számú Létrási-vizesbarlang Magyarország 51. legmélyebb barlangja 2002-ben. A 2002-ben 68 m mély barlang 1977-ben 85 m és 1987-ben 90 m mély volt.
A 2005-ben napvilágot látott, Magyar hegyisport és turista enciklopédia című kiadványban önálló szócikke van a barlangnak. A szócikk szerint a Létrási-vizesbarlang a Bükk hegységben található és fokozottan védett természeti érték. A Nagy-fennsíkon, 557 m tszf. magasságban vannak a bejáratai. Időszakosan aktív patak vizét nyeli el természetes bejárata. Első részében már az 1950-es évek elején jártak barlangkutatók, de a végponti tóig csak 1963-ban jutottak le a miskolci barlangkutatók. Majdnem 3 km hosszú és 68 m mély a triász mészkőben létrejött, labirintus jellegű barlang. Végpontját kis, 30 m³ térfogatú tó tölti ki, melynek vize a garadna-völgyi Margit-forrásban és Eszperantó-forrásban, illetve a szinva-völgyi Anna-forrásban, Soltészkerti-forrásban és Szinva-fő-forrásokban lép felszínre. Szifon gátolja a végponton a továbbjutást. Az emeletes, cseppkődíszes, aknákkal tagolt és oldott formákban gazdag víznyelő a Létrás-tető és István-lápa alatt feltételezett nagy, felszín alatti rendszer első szakasza. Engedéllyel járható a lezárt barlang, amelyben néhány helyen vaslétrák, vashidak segítik a közlekedést. A Marcel Loubens Barlangkutató Egyesület egyik legjelentősebb feltárása a Létrási-vizesbarlang (1963).
2005. szeptember 1-től a környezetvédelmi és vízügyi miniszter 22/2005. (VIII. 31.) KvVM rendelete szerint a Bükki Nemzeti Park Igazgatóság működési területén, a Bükk hegységben található Létrási-vizesbarlang látogatók számára nem megnyitott szakaszai a felügyelőség engedélyével látogathatók. 2005. szeptember 1-től a környezetvédelmi és vízügyi miniszter 23/2005. (VIII. 31.) KvVM rendelete szerint a Bükk hegységben lévő Létrási-vizesbarlang fokozottan védett barlang. 2007. március 8-tól a környezetvédelmi és vízügyi miniszter 3/2007. (I. 22.) KvVM rendelete szerint a Bükki Nemzeti Park Igazgatóság működési területén lévő Bükk hegységben elhelyezkedő Létrási-vizesbarlang látogatók számára nem megnyitott szakaszai az igazgatóság engedélyével tekinthetők meg.
2013. július 19-től a vidékfejlesztési miniszter 58/2013. (VII. 11.) VM rendelete szerint a Létrási-vizesbarlang (Bükk hegység, Bükki Nemzeti Park Igazgatóság működési területe) idegenforgalom számára nem megnyitott szakaszai az igazgatóság hozzájárulásával látogathatók. A 2012–2014. évi Karszt és Barlangban közölve lett, hogy a turistáknak kiépített Létrási-vizesbarlangot 2012-ben 38 fő, 2013-ban 47 fő, 2014-ben 30 fő látogatta meg overállos barlangtúrán. 2015. november 3-tól a földművelésügyi miniszter 66/2015. (X. 26.) FM rendelete szerint a Létrási-vizesbarlang (Bükk hegység) fokozottan védett barlang. 2018. május 12-én az MKBT Verocs Szakosztály néhány sérült gyereke túrázott a barlangban. 2021. május 10-től az agrárminiszter 17/2021. (IV. 9.) AM rendelete szerint a Létrási-vizesbarlang (Bükk hegység, Bükki Nemzeti Park Igazgatóság működési területe) idegenforgalom számára nem megnyitott szakaszai az igazgatóság engedélyével látogathatók. A 13/1998. (V. 6.) KTM rendelet egyidejűleg hatályát veszti.

## Látogatási statisztika
A Létrási-vizesbarlang látogatóinak száma évenként:
| év              | 2006 | 2007 | 2008 | 2009 | 2010 | 2011 | 2012 | 2013 | 2014 | 2015 | 2016 | 2017 | 2018 |
| látogatók száma | 40   | 33   | 50   | 55   | 95   | 54   | 38   | 47   | 30   | 58   | 99   | 99   | 105  |

## További irodalom
- Jakucs László: Szerelmetes barlangjaim. Budapest, Akadémiai Kiadó, 1993. 150–160. old.